# Excel (chewing-gum)
Pour les articles homonymes, voir Excel (homonymie).
 (juillet 2025).
Si vous disposez d'ouvrages ou d'articles de référence ou si vous connaissez des sites web de qualité traitant du thème abordé ici, merci de compléter l'article en donnant les références utiles à sa vérifiabilité et en les liant à la section « Notes et références ».

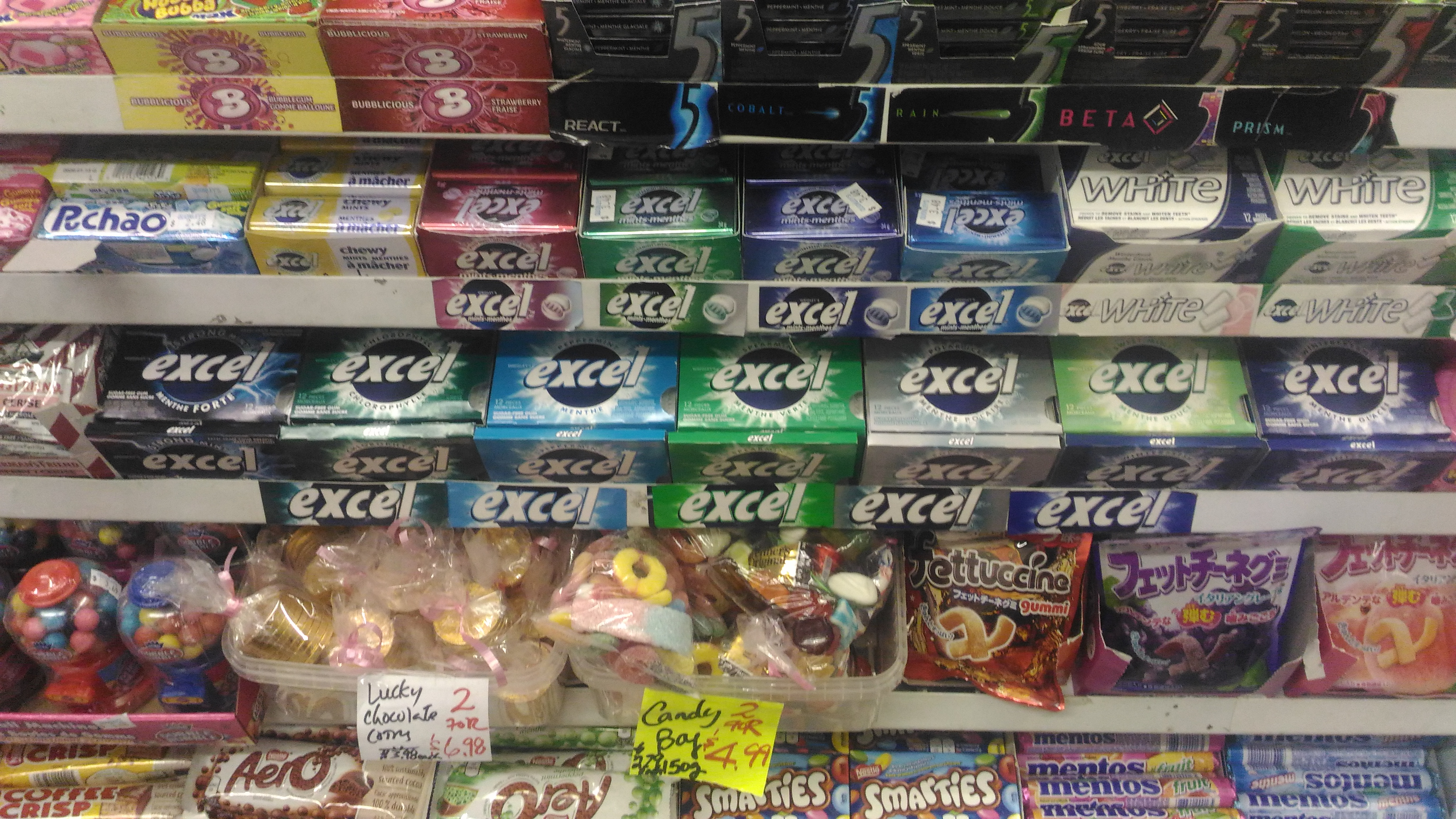
Vente à Victoria (CB) en 2019.

Wrigley's Excel est une gamme de gommes à mâcher et de menthes disponibles au Canada depuis 1991. C'est la gomme la plus vendue au Canada. Eclipse est la version américaine d'Excel. Le slogan utilisé depuis longtemps dans les publicités est « Rafraîchaleine ! ». Les publicités utilisent les créatures-aliments depuis 2010, les mêmes personnages que la gomme Extra utilise.

## Saveurs et historique

### Excel Classique
Ce sont les saveurs originales de la marque. Les premières ont été introduites en 1991. Toutes les gommes sont sucrées avec des édulcorants et sont disponibles en emballages individuels de 12 morceaux et en emballages de 4 paquets de 12 morceaux. Les saveurs Menthe, Menthe verte et Menthe polaire sont aussi disponibles en flacons de 60 morceaux. Les saveurs sont : 
- Menthe
- Menthe verte
- Menthe glacée
- Menthe polaire
- Chlorophylle
- Cerise givrée (discontinuée)
- Citron glacé (discontinuée)
- Inferno Cannelle
- Tangerine givrée (discontinuée)
- Fraîcheur de nuit (discontinuée)
- Menthe douce
- Menthe aux agrumes
- Menthe forte
- Menthe balloune

### Excel Extreme
En janvier 2006, une sous-marque nommée "Excel Extreme" a été introduite, remplaçant les saveurs Excel à la cerise et au citron. Un an plus tard, une version américaine, Wrigley's 5 a été créée, mais la gomme était vendue en palettes à la place de dragées. La marque Excel Extreme a été remplacée par Wrigley's 5 en 2008. Les saveurs sont : 
- Fuse
- Voltage
- Charge
- Shock

### Excel Fuse
En septembre 2006, Wrigley introduit la gomme Excel Fuse, contenant des micro-menthes qui servent à libérer une haleine fraîche instantanément alors que l'arôme fruité rafraîchissant laisse un goût délicieux qui dure. Les saveurs sont disponibles en emballages individuels de 9 morceaux. Les voici : 
- Menthe baies
- Menthe melon

### Excel White
En juin 2008, Wrigley a remplacé Freedent Total par Excel White. Elle contribuerait à réduire les taches et blanchir les dents grâce au bicarbonate de soude qu'elle contient. Toutes les gommes sont disponibles en emballages individuels de 12 morceaux et en emballages de 4 paquets de 12 morceaux. Les saveurs Menthe balloune et Menthe verte sont aussi disponibles en flacons de 60 morceaux. Les saveurs sont : 
- Menthe balloune
- Menthe verte
- Menthe glacée

### Excel Mist
En 2009, Wrigley a introduit une version canadienne d'Orbit Mist. Elle était annoncée comme « la gomme la plus juteuse au monde » car elle contient des microbulles qui sont en fait de petits grains remplis de saveur qui contrastent avec le reste du morceau de gomme. Tous les parfums étaient offerts en emballages individuels de 14 morceaux de gomme emballés et en emballages de 3 paquets de 14 morceaux. La gomme a été discontinuée depuis. Les saveurs étaient : 
- Menthe
- Menthe verte
- Mangue fraîche

### Menthes Excel
- Menthe
- Menthe verte
- Menthe glacée
- Cannelle (discontinuée)
- Mélange de baies

## Promotions
Pendant les Jeux olympiques d'hiver de 2010, chaque morceau de gomme avait une feuille d'érable imprimée dessus pour manifester son soutien à l'Équipe olympique canadienne.

## Publicités
Dans les publicités, les créatures-aliments, le beigne, le café, l'ail, l'oignon, l'oignon vert, la pizza et la cigarette, suivent une ou plusieurs personnes. Mais quand elles prennent une dragée Excel, les créatures-aliments s'en vont montrant ainsi que la gomme fait disparaître la mauvaise haleine.